# Mathias Wellan
Mathias Wellan (geboren 23. Februar 1873 in Schöllschitz, Österreich-Ungarn; gestorben 8. August 1964 in Brünn) war ein tschechoslowakischer Politiker. 

## Leben
Mathias Wellan engagierte sich in der Sozialdemokratie und wurde Redakteur der Parteizeitung Volksfreund in Brünn. Nach Gründung der Tschechoslowakei wurde er Kreisparteisekretär der Deutschen sozialdemokratischen Arbeiterpartei (DSAP) in Brünn. Er wurde für die DSAP in den Stadtrat von Brünn gewählt. 
In der Partei gehörte Wellan von 1930 bis 1935 der Parteikontrolle an, ab 1935 war er Mitglied des Parteivorstandes und ab März 1938 des Parteivollzugsausschusses. 
Bei den Parlamentswahlen 1935 kandidierte er als Reservekandidat der DSAP für den Tschechoslowakischen Senat. Als der Abgeordnete Wilhelm Niessner im Oktober 1936 aus innerparteilichen Gründen von seinem Mandat zurücktrat, rückte Wellan nach. Da er seinen ständigen Wohnsitz nicht in dem Ende 1938 vom Deutschen Reich annektierten Sudetenland hatte, behielt er seinen Senatorensitz bis zur Zerschlagung der Resttschechei im März 1939. Wellan wurde von der Gestapo mehrmals im Prager Gefängnis Pankrác gefangen gehalten. 
Nach der Befreiung der Tschechoslowakei 1945 wurde Wellan von der Vertreibung der Deutschen aus der Tschechoslowakei ausgenommen und durfte in Brünn wohnen bleiben.